# Jiří Izrael
Jiří Izrael (německy Georg Izrael, latinsky Georgius Israel, kolem 1505 Uherský Brod – 15. července 1588 Lipník nad Bečvou) byl moravský protestantský teolog a duchovní působící především v Polsku, pozdější biskup Jednoty bratrské.

## Život

### Mládí
Narodil se v Uherském Brodě na jižní Moravě rodičům, již byli členy Českých bratří. Vyučil se kovářem. Kolem roku 1540 přijal, jakožto biblickou narážku, příjmení „Izrael“.

### Kněžím v Turnově
O jeho raném životě není nic známo, první zmínka o jeho díle pochází z roku 1542. Toho roku byl kazatelem kongregace v Turnově a v rámci legace s kazatelem Janem Augustou, Jáchymem z Prostiboře a dalšími navštívil Martina Luthera ve Wittenbergu, jehož přízeň si čeští bratři získali. Tato jejich návštěva byla zřejmě posledním osobním kontaktem komunity s tímto učencem. Luther se, spolu s dalšími kolegy-profesory z univerzity ve Wittenbergu, vyjádřil slovy, která jsou parafrázována takto: „Jste apoštolové kmene slovanského: já se svými chci být apoštolem kmene německého."

### Vězení v Praze a útěk
V roce 1547 skončila Šmalkaldská válka vítězstvím katolíků a strany římského císaře Karla V. To vedlo k prudkému zhoršení situace Jednoty bratrské a rozbití její komunity v Turnově. Ostatní členové kongregace poté emigrovali do Pruska, zatímco Izrael sám byl několik týdnů internován v Praze. Nejvyšší purkrabí Jan mladší Popel z Lobkovic mu dal na výběr, zda bude na hradě souzen, nebo zaplatí pokutu 1000 dukátů. Jeho známí mu radili, aby se rozhodl zaplatit, ale Izrael považoval za dostačující, že byl jednou a úplně vykoupen Kristovou krví, a nemusí tak být dodatečně vykoupen lidským zlatem. Místo toho požádal o peníze pro svůj budoucí exil a požádal bratry, aby se za něj modlili. Odmítl se vzdát své víry a byl 30. května 1548 uvězněn. Jan Augusta a Jakob Bílek byli právě internováni ve stejné věznici, ale záhy byli převezeni jinam.
Po několika týdnech Izrael viděl příležitost k útěku a napsal biskupovi Jednoty, kterým byl Matthias Sionius (jinak také Mach Sionský či Matěj Sionský), se žádostí o jeho názor. Když souhlasil, Izrael 23. července 1548 uspěl s útěkem: Za bílého dne prošel kolem stráží v přestrojení za písaře s brkem za uchem a papírem a kalamářem v ruce. Ve vězení zanechal dopis purkrabímu a kopii Vyznání bratrského z roku 1535. Na příkaz starších pak odešel do Pruska.

### V Poznani a okolí
Hrabě Ondřej z Gorky, kastelán Poznaně a generální guvernér Velkopolska, pozval uprchlíky z Jednoty bratrské do Poznaně, Curnic, Koschmin a Samotul, která zdědil. Kolem 25. června 1548 dorazilo do tohoto kraje 900 českých bratří na 120 vozech, aby se zde usadili. 16. srpna se do oblasti dostal také Izrael spolu s Matthiasem Sioniusem a dalšími. Bohoslužeb Jednoty se účastnili i další obyvatelé Poznaně, z nichž někteří konvertovali k jejich víře.
Dne 24. srpna 1548 byli však Čeští bratři nuceni Poznaň z moci krále Zikmunda II. Augusta opustit. Příkaz vydal poznaňský biskup Benedikt II. Idzbienski.

### V Toruni
Bratři pak odešli do Toruně, kde se jejich bohoslužby nadále konaly v soukromých domech. I zde mnozí místní obyvatelé přestoupili na evangelickou víru, nejen občané města, ale i Poznaňští, kteří zde navštěvovali bohoslužby.
V prosinci 1548 byla královským ediktem Jednota nucena opustit i Toruň, ačkoli zde zůstal jeden bratrský kazatel. Ještě předtím, než tento exodus začal, byl Izrael napaden římskokatolickým knězem Samuelem Macziejoviem, kancléřem krakovského biskupa, kvůli otázce apoštolské posloupnosti. Vyčítal Izraeli, že nezískal jeho službu v tomto smyslu legitimně. Izrael oponoval, že se učednictví sestává ze správné doktríny a biblických pokynů pro službu.

### V Pruském vévodství
Ve stejném měsíci se bratři dostali do části Pruska ovládané vévodou Albrechtem. Vévoda, než nechal pokračovat vyučování Českých bratří, je nechal ve dnech 27.–28. prosince 1548 v Königsbergu místními teology, jako byli Petrus, Melchior Isinder, Friedrich Staphylus, Johann Funck a Johann Tacelius, vévodský dvorní kaplan, přezkoušet. K tomu museli zástupci Jednoty, jmenovitě Jiří Izrael, Johann Szerni, Matthäus Stregicius, Urban Hermon, Matěj Červenka, Johann Girk, Adam Szturm a Nicolaus Bitessius, učinit své přiznání ústně. Vznikla tak zásadní shoda Konfese českobratrské s Confessio Augustana.
V neděli 13. ledna 1549 byli českobratrští exulanti slavnostně uvedeni do kostela v Marienwerderu. Reskriptem z 29. března 1549 byla jednota začleněna do luteránské církve, zavázala se k Confessio Augustana a zakázala pokusy o odtržení a použití vlastního vyznání z roku 1538.

### Putující kazatel
Na podzim roku 1550 byli Izrael a Matěj Červenka posláni biskupem M. Sionským zpět na Moravu přes Velkopolsko. V roce 1551 napsal nový českobratrský sbor v Poznani, který zde vznikl, dva dopisy, v nichž požádal Sionského, který žil v pruském Gilgenburgu, o doporučení dobrého kazatele a učitele. Na základě toho bylo rozhodnuto nechat Izraela cestovat do Poznaně častěji, i díky jeho statnému tělu, dobré znalosti polštiny i prostředí. Izrael patřil i mezi překladatele a autory hymnů, kteří přispěli k rozvoji polského sborového zpěvu Českých bratří.

### Přechod po ledových krách Visly
V den Laetare 1551, tedy dne 8. března, dosáhl při své cestě Toruně. Zde ze strachu před záplavami nechal magistrát odstranit most přes Vislu, takže Izrael musel překonat řeku, která je zde velmi široká, po poměrně tenkém ledu. Následující den se pak stala často citovaná událost.
Izrael chtěl zjistit, zda se led dá překonat na koni. Vyšel tedy k městu a přešel přes led, po kterém už šel a který se zdál dostatečně stabilní i pro vůz, na ostrov, který odděloval dvě ramena řeky. Led na druhém rameni řeky měl několik děr, ale žádné praskliny. Když odjížděl z ostrova na druhý břeh, led se pod tlakem řeky vzdouvající se povodní prolomil a Izrael byl uvězněn na ledové kře. Zatímco citoval žalm 148, přecházel z kry na kru. Starosta Hoffmann, stojící na břehu mezi velkým počtem občanů města, nařídil lidu, aby byli potichu, aby nezmátli modlícího se. Ale když se přiblížil ke břehu, zvolali: „K nám, k nám!“ Na poslední kře doplul Izrael do cihlové chýše v zahradě jednoho z občanů. Přítomní, a později také starosta, mu blahopřáli k božské pomoci, kterou zde prý na vlastní oči viděli, a dva z nich ho pak následovali do jeho příbytku. Jeden z těchto dvou pak řekl, že chce incident okamžitě zapsat, protože v tomto městě prý nikdy neviděl nikoho zachránit se před takovým nebezpečím. Ono očité svědectví převzal Adam Mengerscius ve své Historia Ecclesiastica Slavonicarum Provinciarum, kterou napsal pod pseudonymem Regenvolscius. Nakonec sám Izrael v kázání veřejně poděkoval Bohu za svou záchranu. Některé verze tohoto příběhu kolující na internetu např. mylně označují evangelického duchovního jako židovského rabína, pravděpodobně kvůli jeho přízvisku.
Po jeho útěku z pražské věznice to bylo již podruhé, co byl Izrael zachráněn před bezprostředním nebezpečím smrti. Cítil se být potvrzen ve svém poslání jako „apoštol Poláků“, jak začal také být nazýván. Jeho evangeličtí souvěrci si tehdy událost vyložili jako znamení „pravé církve“, kterou Bůh na břehu věčnosti zachraňuje z časných útrap.
O několik dní později hladina Visly klesla a Izrael mohl pokračovat v cestě do Poznaně, tehdy zatopené rozvodněnou řekou Wartou. Vjel do města na člunu a mohl se rukou dotknout dna. Zatopeno bylo i tržiště, voda byla až po hřbety koní. Izrael zde tajně uspořádal své první kázání ve středu po Judice před osobně vybraným publikem v domě Andrease Lipczynia. Jeho posluchači informovali o přítomnosti Izraele ve městě prostřednictvím posla Cathariny Ostrorógové, starší neprovdané ženy a sestry hrabat Stanisława a Jakuba Ostrorógových.
Ta hned další den odcestovala z Pamiantkova, následujícího dne se zúčastnila bohoslužby a hovořila s Izraelem o náboženských tématech. Bohoslužeb se zúčastnila i další sestra zmíněných hrabat se svým manželem Lucasem Jancovem. Jancov jej pak pozval na panství Psarskie pár mil odtud. Na Zelený čtvrtek přijal Izrael manžele a služebníka Martina Kadzinia do sboru Českých bratří a společně oslavili Velikonoce. Na Velký pátek Kateřina Ostrorógová a dva její služebníci v Pamiantkově vyznali doktrínu jednoty a o něco později poprvé přijali evangelické přijímání v Poznani. Toto vyznáni předala své přítelkyni Anně Cansinové z Kunova, která se již tajně účastnila evangelické svátosti přijímání v Šamotulech. V Poznani a jejím okolí tak vznikl nový sbor českých bratří. Izrael se vrátil do Pruska a podal zprávu Sioniovi, který byl již upoután na lůžko a zemřel 16. dubna 1551.
V době poznaňského jarmarku tam podnikl Izrael další cestu, tentokrát v doprovodu německého kazatele Johanna Coritanuse. Z Poznaně podnikl několik cest do Psarskie, a zejména do Pamiantkova. Tam slyšeli jeho kázání Anna Cansinovia, její sestra, neprovdaná Hedvika ze Sokolniku, Wolfgang Bucovecius s manželkou a neprovdaná Barbara Jascolec. Vstoupili do sboru a po obdržení příslušných pokynů byli přijati do evangelického společenství. Kolem 25. července 1551 se Jakub Ostróg vrátil do Ostrógu z Krakova. Doprovázel ho Felix Cruciger, který kázal v Ostrógu několik let předtím, než rodina konvertovala na evangelickou víru. Ke konci léta se Izrael a Cruciger seznámili.
Další cesta Izraele do Poznaně se datuje k pašijovému období roku 1552, zdejší sbor se zde nadále rozrůstal. Téhož roku sem cestoval znovu kolem 24. dubna, kvůli morové epidemii musel Izrael město znovu opustit.

### V Polsku
Až do roku 1553 byl Izrael kazatelem v Marienwerderu a Gardensee, kde sloužil čtyři roky na vlastní náklady. Poté se tam ujal kazatelské služby Petrus Studenius, zatímco Izrael se pod vedením starších usadil v Polsku, protože se zde stal pro české bratry nepostradatelný. 6. ledna 1553 se přestěhoval do Poznaně, kde si pronajal byt od Lukáše Jankova. V tomto bytě denně kázal. Mezi jeho posluchače patřila i jeptiška Praredra, která evangelickou víru šířila mezi další. Pod vlivem morové epidemie se Izrael cítil nucen starat se duchovně i o širší Poznaňskou oblast, proto kázal také v Pamiantkově. Tehdejší kázání se však ještě musela konat v tajnosti. Aby zvenčí nebylo slyšet zpěv a kázání, byla okna zvukotěsná peřinami, nebo polštáři; vchodové dveře byly střeženy; vstoupit směli jen ostatním známí lidé. Poznaňský biskup Benedikt II. Idzbienski prý najal 40 nájemných vrahů na vraždu Izraela, ten však prý dokázal přežít tak, že se při návštěvách členů komunity převlékal, někdy za dvorního úředníka, za kočího, kuchaře či řemeslníka.
1. května 1553 Izrael kázal v domě hraběte Ostróga, tato kázání již měla spíše veřejný charakter. Tehdy mu generální prezident Velkopolska Jan Coscilecius nařídil, aby se dostavil na jeho hrad pozval. V osobním rozhovoru si nechal od Izraela vysvětlit víru Českých bratří a neshledal na jejich článcích a pojetí víry nic špatného. Varoval ho však před nebezpečím, kterému se vystavuje, a poradil mu, aby se z Poznaně stáhl. Izraeli bylo dovoleno hrad bez zábran opustit.
Přes varování však pokračoval v kázání v Poznani a okolí, po nějakou dobu bez omezení. Francesco Stancaro a jako hraběcí kazatel Felix Cruciger byli v té době u hrabětě z Ostrógu. Ten byl kritický vůči papeži, ale ne evangelikální. Pravděpodobně se báli, že pokud hrabě přestoupí na víru Českých bratří, poškodí to jejich postavení u hraběte. V každém případě mu pod záminkou morové epidemie doporučili, aby Jiřího Izraela na své statky nezval. Hrabě Ostroróg souhlasil a napsal Izraelovi odpovídající dopis, který doručil soudní vykonavatel okresu Pamiantkov a Sokolniki Albert Mengerscius von Mengierki, jeden z jeho dvorních služebníků, během bohoslužby na dvoře manželky Jakoba Cansinova, který měl místo na starosti. Sám Cansinov k Českým bratřím nepatřil, ale jeho žena a někteří služebníci ano. Shromážděná komunita, včetně Cansinova, byla zamítavým dopisem šokována, ale Izrael mohl z hraběcího zájmu o víru bratrů vyvodit, že za odmítnutí jsou zodpovědní Cruciger a Stancaro. Pokračoval tedy také ve svých kázáních na panství hraběcím navzdory napomenutí; i když ho Mengerski později znovu varoval, že možná nebude vyhnán násilím, ale jinými služebníky hraběte, odkázal se na Boží pomoc jeho kroků.
Izrael, který byl pod ochranou Cathariny Ostrógové, se nyní přestěhoval na dvůr Jakuba Ostróga na předměstí Poznaně. To se také stalo jeho novým místem kázání. Později navštívil Wolfganga Bucovce v Sokolniki u Ostrorógu a odtud Jakuba Ostroróga, který ho spolu s Crucigerem srdečně přivítal před jeho domem. Během rozhovoru, který následoval, se hrabě o jednotě vyjádřil pochvalně. Následně požádal o účast na evangelické večeři, Izrael a jeho kongregace v Poznani jeho přání splnily, Cruciger tomu přihlížel. Vztah hraběte k Českým bratřím se poté stále zlepšoval. Cruciger a Stancaro, které hrabě Ostroróg zaměstnal ke zlepšení církevního života, sice působili proti tomu, ale hrabě se stále více přikláněl k pojetí víry Jednotou.

### Jakub Ostróg získán pro reformaci
Stále nerozhodnutá hraběcí manželka Barbara Stadnicia pozvala duchovní bratrů na soukromou bohoslužbu na zámek v Ostrorógu. Přítomni byli přímí služebníci hraběnky a mnoha sousedních šlechticů. Sám hrabě byl v jiné budově s některými římskokatolickými hosty, kteří ho obrátili proti jeho manželce. Jakub Ostroróg popadl bič a vešel do místnosti, kde se konala evangelická bohoslužba. Kázání vedl Matěj Červenka, Izrael seděl vedle něj. Červenka pokračoval v kázání, když hrabě vstoupil, a přizpůsobil obsah své řeči novému hostu. Ostróg místo toho, aby vytáhl svou ženu z místnosti, jak plánoval, stál a udiveně poslouchal. Izrael ho požádal, aby se posadil. Hrabě byl bohoslužbou tak ohromen, že žádosti vyhověl. Později řekl, že by poslechl, i kdyby mu bylo řečeno, aby zalezl pod lavici nebo stůl. Cítil se, jako by stál před soudnou stolicí Boží. Zůstal tedy až do konce bohoslužby a nakonec se rozhodl konvertovat na evangelickou víru. Přispělo k tomu to, že se Izrael později vyzval posluchače kázání při obědě v přítomnosti Jakuba Ostroróga, aby prozkoumali jejich chápání evangelického učení. Hrabě a jeho manželka formálně konvertovali, římskokatoličtí ministři kostela v Ostrógu byli propuštěni a nahrazeni Izraelem. Cruciger a Stancaro se vrátili do Krakova, aniž by dále bránili v úsilí Izraela.
V listopadu 1553 se přestěhoval na faru do Ostrógu, zdejší kostel nyní sloužil k evangelickým bohoslužbám Českých bratří. Odtud dále jezdil do Poznaně, ale v církevních záležitostech ho tam zastupovali i Georg Philippensis a Johann Petrassius, pocházející rovněž z Moravy. V regionu se vytvořily nové českobratrské sbory, kterým Izrael přiděloval ministry, ve Velkopolsku se tak začala mocně rozšířovat reformace. Jen díky izraelské práci bylo v této části země založeno 20 evangelikálních kongregací. Opatrný přístup jednoty snížil nebezpečí pro evangelikální křesťany a mnohé to získalo pro její doktrínu.

### Farní úřad v Ostrorógu
13. března 1554 si osvojil sirotka Simeona Theophila (* září 1544, † 1608, též Simeon Theophilus Turnovius nebo Simeon Turnovský) z Turnova jakožto pěstoun. Vnitroprotestantské doktrinální spory se Velkopolsku vyhnuly, ale vývoj v protestantských komunitách v jiných provinciích si vyžádal náboženskou diskusi, která se konala 24. března 1555 v Ehrenćicích v Malopolsku. České bratry zastupovali Jiří Izrael a Johann Rokita. Rozhovory pokračovaly téhož roku v Goluchovii ve Velkopolsku u hostitele hraběte Raphaela Leszczyńského. Obsahově se pozornost soustředila především na koncepci Večeře Páně, k dohodě mezi luterány, kalvíny a českými bratry zastoupenými na jednání se v tuto chvíli nepodařilo dosáhnout.
Královský řád z 27. června 1555 od Joh. Coscelecia, generálního kapitána Velkopolska, pak zakázal soukromá náboženská shromáždění evangelických křesťanů, zůstal však neúčinný kvůli zvýšenému vlivu a šíření myšlenek reformace.

### Synody
Od 24. srpna do 15. září 1555 se v Koźminku u Kalisze, městě v majetku hraběte Ostróga, konal první evangelický generální synod ve Velkopolsku. Přítomni byli i velvyslanci z Pruského vévodství, konkrétně prefekt ze Soldau, Wilhelm Crinec baron von Ronow a vévodský dvorní kaplan Johann Funck, pocházející z Wöhrdu u Norimberka. České bratry zastupovali vedle Izralea také duchovní Jan Černý-Nigranus, Matthias Piscator, Johannes Girk, farář německé církve v pruském Niedburgu, Petrus Studenius, Petrus Scalnicius, Matthias Machek a Albertus Serpentinus, první farář kostela sv. kostela v Koźminku, a další, rovněž zde byli přítomni zástupci evangelických sborů v Malopolsku.
Učení českobratrské bylo na synodě pečlivě představeno a našlo souhlas malopolských synodů, kteří pak 31. srpna se formálně připojil k Českým bratřím a 1. srpna. Zúčastnil se večeře jednoty v září. Kněžství Českých bratří získali Johannes Laurentius, Johannes Rokita, Johannes Petrasius, Georg Philippensis a Stephan Bydsovius. V neposlední řadě díky Izraelově snaze polský sněm konečně povolil evangelickým křesťanům svobodně kázat, rovněž v roce 1555. Postupně se stal vůdcem českobratrské komunity ve Velkopolsku, která se tam nenápadně etablovala a rostla. Zároveň zůstala mimo antitrinitární spory v Malopolsku. Přesto byly činěny další pokusy udržovat kontakt s ostatními evangelickými skupinami, mimo jiné v podobě pořádání synod. Stalo se tak dne 23. dubna 1556 se konala synoda v Pińczówě, centru polské reformace. Zúčastnili se jí Jiří Izrael, Superattendens Matěj Červenka, Johannes Laurentius, Johannes Rokita a Johannes Gelecius. V témže roce byla v Koschminu založena škola Českobratrská.
Izrael a Jan Rybinius také v roce 1556 provedli šestitýdenní vizitaci kongregací v Malopolsku, přičemž Izrael se také zúčastnil synodu v Ivanoviczích, kde se setkal s Francescem Lismaninim, v jehož bytě v domě šlechtičny Dluské shromáždění konalo. Synoda se měla konat od prosince 1556 do ledna 1557. Kvůli nemoci Jana Łaského, který se právě vrátil do Polska a který se zpočátku nemohl synody zúčastnit, bylo shromáždění prvního dne večer po krátké době dočasně přerušeno, jak si přáli malopolští delegáti, aby mohli navštívit nemocného.
28. prosince 1556 přijal soukromou návštěvu, kalvinistu Francesca Lismaniniho. Spolu vedli intenzivní rozhovor, ve kterém Lismanini Izraela informoval o své životní dráze. Izrael byl nespokojen se stavem reformace v Malopolsku, která tam byla méně podporována než ve Velkopolsku. Lismanini bránil malopolské evangelické duchovenstvo argumenty, že tito duchovní jsou dobré vůle, ale nejsou dostatečně vycvičeni, včetně superintendenta Crucigera. Požádal tak Izraele, aby zůstal v Ivanoviczích a byl učitelem duchovnách. Popis tohoto rozhovoru však pochází ze samotného Izraele, a proto bude pravděpodobně podbarven jeho vlastním názorem. Izrael nemohl zůstat déle, protože musel za seniory cestovat do Pruska. Cestoval do Petrikau přes Secymin.
Od 1. ledna 1557 se Jan Łaski zúčastnil synodu v Ivanoviczovi. Ve stejné době cestoval Izrael do Toruně s povozníky z Krakova, kam dorazil 6. ledna a kde zůstal čtyři dny. Zde mluvil s Philippensisem, Studeniusem, Marchkem a Rokitoi. Poté se na Muchkovu žádost vydal do Soldau, kde pobýval teolog Pietro Paolo Vergerio, aby byl blízko jednajícímu polskému sněmu. Vergerio vyslechl Izraele 13. a 14. ledna 1557 ohledně ústavy Jednoty a o setkáni s Lismaninim.
Od 9. března 1557 žil s ním v Ostrorogu jeho chráněnec Simeon Theophilus.

### Senior pro Polsko
V roce 1557 na synodě Církve českobratrské ve Slížanech na Moravě, která se konala od 24. srpna za účasti přes 200 duchovních, byla zřízena Velkopolská provincie Jednoty, třetí po moravské a české. Ta zahrnovala také bratrské sbory v Prusku. Z politických vůdců reformace zde byli angažováni Johann Crotoscius, Johann Tomicius, Raphael Lescinius, Jakub Ostroróg a Albert Marszewius, ze starších Jednoty byl přítomen biskup Matěj Červenka a Jan Blahoslav, farář sboru v Ivančicích. Biskup Jednoty Mach Sionský již v exilu zemřel a Jan Augusta byl stále ve vězení. Proto byli, i přes nesouhlas Jana Augusty, zvoleni další  biskupové Jednoty bratrské. Na synodě ve Slížanech šlo o Jiřího Izraela a Jana Blahoslava. Jiří Izrael byl zvolen a vysvěcen jako biskup (starší, starší nebo superattendens v jazyce Českých bratří) nově založené provincie a také soudcem pro celé Polsko. Byl zodpovědný za vedení polských komunit; úkol, který vykonával částečně prostřednictvím osobních aktivit a částečně prostřednictvím zastoupení,neboť byl již starším člověkem. Mezi těmito zástupci byl Johann Rokita; ale nejblíže k němu byl pěstoun Simeon Theophilus. Pod Izraelovým vedením zažila Jednota v Polsku silný vzestup.
Na konci října a listopadu 1557 navštívil Izrael spolu s Paulem Drzewickim, Johannem Laurentiem a Johannem Rokitou obce Velkopolska. Přišli do Tomice a v přítomnosti hradního pána debatovali o apologii, kterou napsali s Lismaninim. Lismanini poslal své spisy do Švýcarska k posouzení reformovaným teologům. Odpověď by se měla dostat k Izraeli a jeho společníkům. Požádali Lismaniniho, aby také zaslal prohlášení, která právě učinili o jejich zpovědních spisech. Lismanini souhlasil pro případ, že by si své myšlenky zapsali sami. Odpověď do Izraele je datována 28. prosince. Dne 8. února 1558 zorganizovaly malopolské evangelické obce sjezd v Sandeczi, kde české bratry zastupovali Jiří Izrael, Johann Laurentius a Johann Rokita. Zářijové synody v Xians se pro tělesnou slabost již nezúčastnil.
Stejně jako Jan Łaski vedl Izrael kampaň za jednotu mezi polskými evangelikálními křesťany. V roce 1567 Erasmus Gliczner, superintendent velkopolských luteránů, pozval Izraela na synodu v Poznani. Důvodem byla počáteční skepse Glicznera k těmto sjednocovacím snahám. Dovolil Izraeli odpovědět na několik otázek a vyzval je, aby přijali Confessio Augustana jako jediné vyznání Českých bratří. To však Izrael odmítl.
V roce 1568 vyslal do Wittenbergu Johanna Laurentia a Johanna Polycarpa, aby zčásti zjistili názor tamější teologické fakulty na spory mezi luterány a českými bratry, zčásti doručili některé dopisy, a to místním studentům Českých bratří, mj. Simeonu Theophilovi, ale především pro udržení úzkých vazeb s tamními teology. Fakulta posuzovala rozdíly mezi konfesemi českobratrských a luteránů jako čistě povrchní; názor, který zastával již Luther. Laurentius se vrátil s potvrzením jejich přátelství a dopisy jak od fakulty, tak od jednotlivců Izraelovi a Velkopolským českým bratřím. Dne 15. června 1569 Izrael vysvětil Simeona Theophila na jáhna nebo katechetu.
Od 13. do 16. února 1570 se v Poznani konala prozatímní synoda Českých bratří pod vedením Jiřího Izraela a luteránů pod vedením Erasma Glicznera. Bylo projednáno vyznání bratří a jeho slučitelnost s Confessio Augustana a dohodnuto další setkání. V litevském Vilniusu pak 2. března došlo 1570 k předběžné dohodě mezi luterány a kalvinisty ohledně chápání Večeře Páně.

### Sandomirský konsensus a konec života
Nakonec se na jaře 1570 v malopolském palatinském hlavním městě Sandomir konala hojně navštívený generální synod polských luteránů, kalvinistů a českých bratří, který se konala 9. a 10. dubna. Zde byla založena protestantská církevní federace pro Polsko. Synod se shodl na Sandomirském konsensu (latinsky Consensus mutuus in religionis christianae capitibus ). Poprvé na světě se tři zastoupené denominační skupiny shodly na nejdůležitějších teologických otázkách. Synodu se mimo Izraele a Laurentia zúčastnil i Simeon Theophilus, který k dohodě rovněž přispěl. Sám Izrael se pro svůj věk, možná i pro nemoc, nemohl synodu osobně zúčastnit, ale 20. května na poznaňském synodu svůj podpis na smlouvu jménem Českých bratří přidal. Dne 2. června 1573 vysvětil spolu s a starší Laurentiem Theophila na duchovního Jednoty.
Dne 29. září 1573 se zúčastnil své poslední synody. Tu zorganizovaly tři evangelické komunity v Krakově a byla hojně navštívena. Na synodě byl potvrzen Sandomirův konsensus a usnesení dalších synod, včetně těch o církevních úřadech a církevní kázni. Ariánsky smýšlející baptisté, kteří byli také zastoupeni na synodě, byli vyloučeni ze společenství s ostatními evangelickými skupinami. Šlo také o praktikování bohoslužeb a dalších aktivit. Tanec byl zakázán, stejně jako sezení při přijímání, jak bylo u zmíněných baptistů zvykem. Jak političtí vůdci reformace, tak duchovenstvo se zavázali, že budou rezoluce plnit. Po synodě nemocný Izrael odešel do důchodu, jeho povinnosti kazatele a člena synody převzali Johannes Laurentius, Johannes Rokita a jeho chráněnec Simeon Theophilus.
V roce 1579 se Izrael přestěhoval do Lipníku nad Bečvou na východní Moravě. V roce 1580 se vzdal úřadu biskupa jednoty. V roce 1587 spolu s Johannem Calephem a Johannem Aeneasem vkládáním rukou vysvětili Simeona Theophila na seniora.

### Úmrtí
Jiří Izrael zemřel 8. července 1588 v Lipníku nad Bečvou a byl zde patrně také pohřben.

### Památka
V evangelickém kalendáři jmen se připomíná jeho svátek 15. června. Vzpomínkový den poprvé uvedl Jörg Erb ve své knize Die Wolke der Zeugen (Kassel 1951/1963, sv. 4, kalendář na s. 508-520). V roce 1969 zařadila evangelická církev v Německu tento vzpomínkový den do tehdy zavedeného jmenného kalendáře a od té doby má oficiální charakter.